# Peyrissas
Peyrissas ist eine französische Gemeinde mit 83 Einwohnern (Stand 1. Januar 2022) im Département Haute-Garonne in der Region Okzitanien (zuvor Midi-Pyrénées). Die Einwohner werden als Peyrissans bezeichnet.

## Nachbargemeinden
Umgeben wird Peyrissas von den vier Nachbargemeinden:
|      | Fabas                                       |                 |
| Eoux | Kompassrose, die auf Nachbargemeinden zeigt | Lussan-Adeilhac |
|      | Benque                                      |                 |

## Geschichte
In Peyrissas wurde im 10. Jahrhundert eine Abtei gegründet, die sich im Streit mit den benachbarten Grundherrschaften behaupten musste. Sie besaß die Hohe Gerichtsbarkeit und die Niedere Gerichtsbarkeit. Am Ende lebten in der zum Priorat gewordenen Gemeinschaft nur noch drei Mönche.   

## Bevölkerungsentwicklung
| Jahr                       | 1962 | 1968 | 1975 | 1982 | 1990 | 1999 | 2006 | 2012 | 2017 | 2019 |
| -------------------------- | ---- | ---- | ---- | ---- | ---- | ---- | ---- | ---- | ---- | ---- |
| Einwohner                  | 122  | 106  | 94   | 87   | 87   | 82   | 97   | 85   | 85   | 80   |
| Quellen: Cassini und INSEE |      |      |      |      |      |      |      |      |      |      |

## Sehenswürdigkeiten
- Kirche Notre-Dame de l’Assomption, erbaut im 10. und 16. Jahrhundert (Monument historique)
- Taubenturm

Siehe auch: Liste der Monuments historiques in Peyrissas